# Trioza obtusa
Trioza obtusa är en insektsart som beskrevs av Patch 1911. Trioza obtusa ingår i släktet Trioza och familjen spetsbladloppor. Inga underarter finns listade i Catalogue of Life.